# Stenotaenia naxia
Stenotaenia naxia är en mångfotingart som först beskrevs av Karl Wilhelm Verhoeff 1901.  Stenotaenia naxia ingår i släktet Stenotaenia och familjen storjordkrypare. Inga underarter finns listade i Catalogue of Life.